# Charaxes brainei
Charaxes brainei är en fjärilsart som beskrevs av Van Son 1966. Charaxes brainei ingår i släktet Charaxes och familjen praktfjärilar. Inga underarter finns listade i Catalogue of Life.